# Antituberkulotik
Ántituberkulótik ali tuberkulostátik je zdravilo ali učinkovina, ki se uporablja za zdravljenje tuberkuloze (jetike) in zavira rast in razmnoževanje bacilov tuberkuloze.

## Zgodovina
Tuberkuloza je veljala več stoletij za največjo smrtonosno bolezen; šele odkritje prvih zdravil pred petimi desetletji in razvoj novih zdravil sta omogočila, da je postala tuberkuloza razmeroma zlahka ozdravljiva bolezen, kar pa se je ponovno spremenilo z razvojem večkratno odpornih sevov Mycobacterium tuberculosis.
Antibiotično zdravljenje je omogočilo odkritje streptomicina leta 1944. V 50-ih in 60-ih letih dvajsetega stoletja so v zdravljenje uvedli tudi izoniazid; uporabljeni režim zdravljenja je bil v tistih časih običajno trotirno zdravljenje s streptomicinom, izoniazidom in paraaminosalicilno kislino v prvih mesecih, nato nekaj nadaljnih mesecev nadaljevanje zdravljenja s kombinacijo izoniazida in paraaminosalicilne kisline. Zdravljenje z zdravili je skupno trajalo 18 mesecev. Leta 1965 so odkrili rifampicin in trajanje zdravljenja se je skrajšalo.

### Sodobno zdravljenje
Danes se kot zdravila izbora uporabljajo izoniazid, rifampicin, etambutol in pirazinamid. Med zdravili drugega izbora so kapreomicin, cikloserin, streptomicin, klaritromicin in ciprofloksacin.
Zdravljenje poteka po naslednjem režimu:
- v začetni fazi zdravljenja, ki traja okoli 2 meseca, se uporablja tritirno zdravljenje, kar pomeni, da se sočasno uporabljajo trije različni antituberkulotiki: izoniazid, rifampicin in pirazinamid (dodatno še etambutol, če obstaja sum, da je povzročitelj izkazuje odpormnost proti zdravljenju);
- v drugi, nadaljevalni fazi, ki poteka nadaljnje 4 mesece, zdravljenje sestoji iz kombinacije dveh učinkovin: izoniazida in rifampicina. V nekaterih primerih (pri bolnikih z meningitisom, prizadetostjo kosti oziroma sklepov, pri proti zdravljenju odporni okužbi ...) je treba zdravljenje podaljšati.